# Blaisy-Bas
Blaisy-Bas ist eine französische Gemeinde mit 664 Einwohnern (Stand 1. Januar 2022) im Département Côte-d’Or in der Region Bourgogne-Franche-Comté. Sie gehört zum Arrondissement Dijon und zum Kanton Talant.

## Geographie
Die Gemeinde liegt rund 25 Kilometer westlich von Dijon. Nachbargemeinden sind Turcey im Norden, Trouhaut im Nordosten, Blaisy-Haut im Osten, Savigny-sous-Mâlain im Süden, Bussy-la-Pesle im Westen und Saint-Hélier im Nordwesten.
Der Ort wird vom Oberlauf des Flusses Oze durchquert, der im Gemeindegebiet auch seine Quelle hat. Der Bahnhof von Blaisy-Bas liegt an der Bahnstrecke Paris–Marseille.

## Bevölkerungsentwicklung
| Jahr                       | 1962 | 1968 | 1975 | 1982 | 1990 | 1999 | 2007 | 2016 | 2019 |
| Einwohner                  | 473  | 470  | 601  | 469  | 575  | 587  | 692  | 685  | 647  |
| Quellen: Cassini und INSEE |      |      |      |      |      |      |      |      |      |

## Gemeindepartnerschaft
- Undenheim in Rheinhessen, Deutschland

## Siehe auch

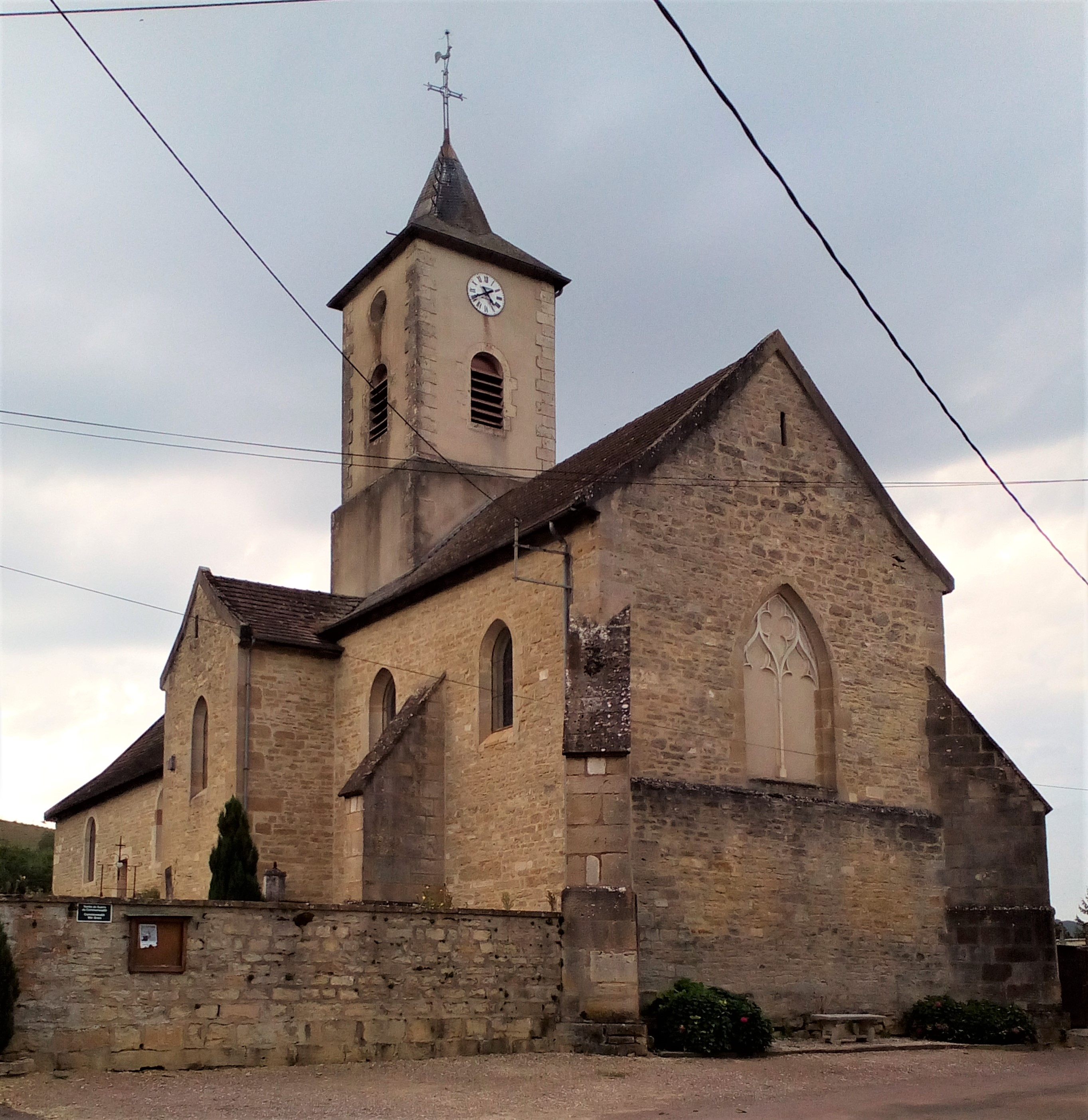
Kirche Saint-Rémi